# Donskoj-begraafplaats

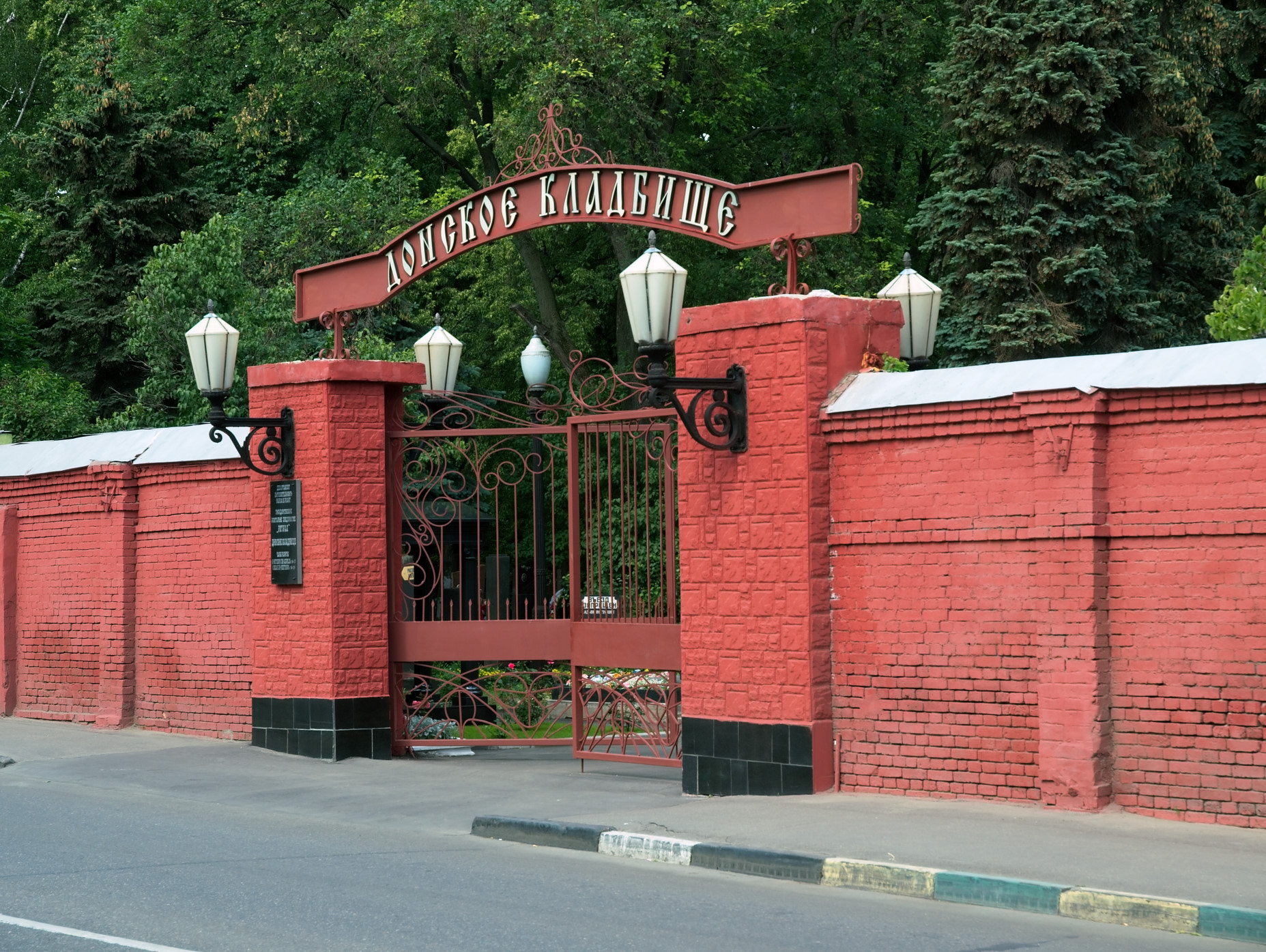
Ingang naar de begraafplaats

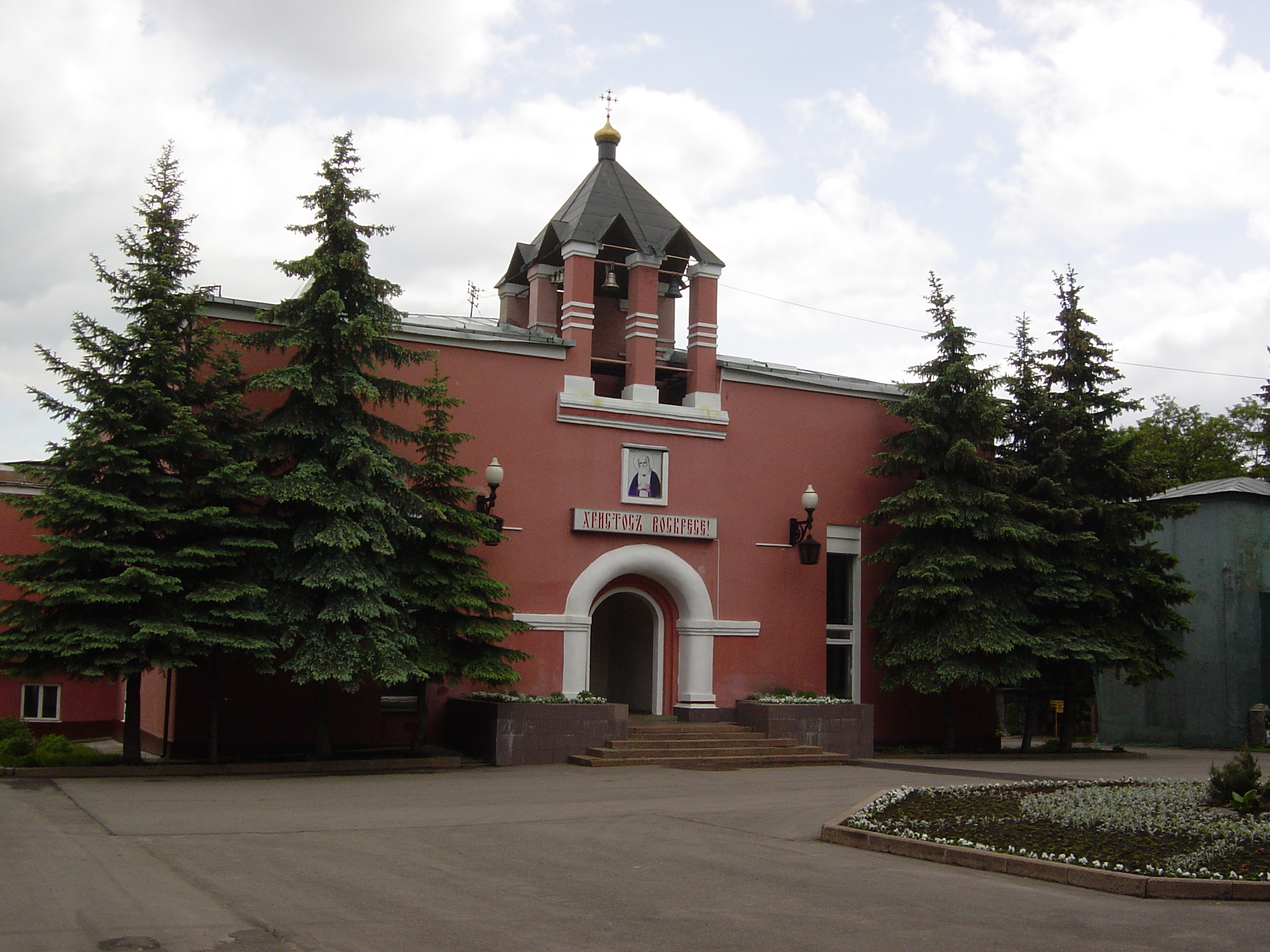
De orthodoxe kerk van St. Anna van Kasjin werd door de Sovjets gebruikt als het eerste crematorium in het land.

De Nieuwe Donskoj-begraafplaats (Новое Донское кладбище) is een 20e-eeuwse necropolis die zich ten zuiden van het Donskojklooster in het zuidwesten van het centrum van Moskou uitstrekt. Het is sinds de jaren tachtig gesloten voor nieuwe begrafenissen.

## Geschiedenis
De begraafplaats buiten de kloostermuren werd aangelegd in 1910, toen er binnen het middeleeuwse klooster geen plaats meer was voor nieuwe graven. De voorzitter van het eerste Russische parlement, Sergej Moeromtsev, behoorde tot de eerste notabelen die daar werden begraven. Maria Gartung, de dochter van Aleksandr Poesjkin die voor Lev Tolstoj diende als model voor Anna Karenina, werd er in 1919 begraven.
Na de Russische Revolutie werden tientallen Sovjetsoldaten gedood tijdens de Slag om Moskou, en werden mensen geëxecuteerd door NKVD in het geheim begraven op de Donskoj-begraafplaats. Er wordt aangenomen dat de massagraven uit die tijd de overblijfselen bevatten van onder andere Michail Toechatsjevski, Pjotr Krasnov, Vsevolod Meyerhold en Isaak Babel. De overblijfselen van schilder Valentin Serov, componist Sergej Tanejev en dichter Vladimir Majakovski werden later opgegraven en overgebracht naar de meer prestigieuze Novodevitsjibegraafplaats.
In 1927 werd de voormalige kerk van St. Seraphim herbouwd om het eerste crematorium in Moskou te worden. De meeste stoffelijke resten die op de Nieuwe Donskoj-begraafplaats zijn begraven, werden daarom in urnen bijgezet. De kerk had lange gewelven die geschikt leken om de technische uitrusting voor de crematie van lichamen te huisvesten. Het nieuwe crematorium werd geopend in oktober 1927 en de meeste personen die begraven waren in de Kremlinmuur-necropolis werden hier gecremeerd. Tot halverwege de jaren zeventig bleef het Donskoj-crematorium het enige in zijn soort in Moskou.

## "Gemeenschappelijk graf nummer 1"

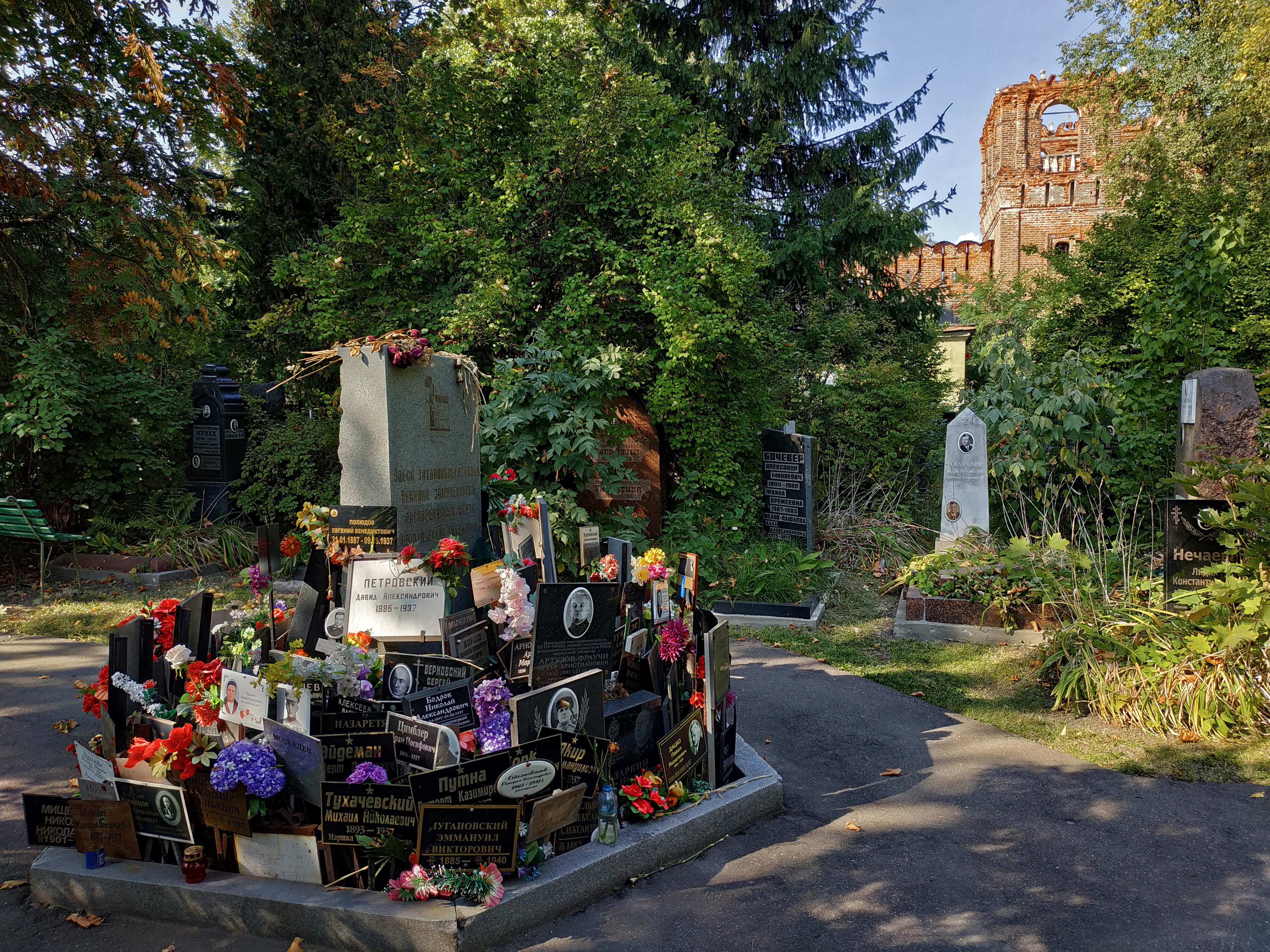
"Gemeenschappelijk graf nummer 1" op de Donskoj-begraafplaats

In 1930 groeven de Sovjetautoriteiten een grote kuil in het oostelijke gedeelte van de begraafplaats om als massagraf te dienen voor de gecremeerde as van geëxecuteerde politieke gevangenen van de Grote Zuivering van Jozef Stalin. De as van talloze geëxecuteerde gevangenen, zowel gewone als hooggeplaatste, waaronder personen als Nikolaj Jezjov, Michail Toechatsjevski en Pavel Aleksandrov, werden hier gedumpt totdat het graf in 1942 werd gevuld en gesloten. De put draagt momenteel twee markeringen, een die is opgericht tijdens het Sovjettijdperk en waarop simpelweg staat "Gemeenschappelijk graf nummer 1: ongeclaimde as van 1930-42", de andere is opgericht na 1989 en luidt: "Hier liggen de overblijfselen van de onschuldige slachtoffers van politieke repressie in 1930-1942 die werden geëxecuteerd. Voor hun eeuwige herinnering." 

## Opmerkelijke begrafenissen
- Rudolf Abel (1903-1971)
- Anton Denikin (1872-1947)
- Vladimir Fogel (1902-1929)
- Ivan Iljin (1883-1954)
- Vladimir Pikalov (1924-2003)
- Vladimir Kappel (1883-1920)
- Lev Kopelev (1912-1997)
- Sergej Choedjakov (1902-1950)
- Solomon Michoëls (1890-1948)
- Konon Molody (1922-1970)
- Sergej Moeromtsev (1850-1910)
- Faina Ranevskaja (1896-1984)
- Ivan Sjmeljov (1873-1950)
- Aleksandr Solzjenitsyn (1918-2008)
- Pavel Soedoplatov (1907-1996)

## Vermoedelijke geheime begrafenissen
- Anna Abrikosova (1882-1936)
- Isaak Babel (1894-1940)
- Vasili Blücher (1889-1938)
- Milan Gorkić (1904-1937)
- Stanislav Kosior (1889-1939)
- Vsevolod Meyerhold (1874-1940)
- Jevgeni Miller (1867-1939)
- Oleg Penkovski (1919-1963)
- Michail Toechatsjevski (1893-1937)
- Pavel Aleksandrov (1866-1940)
- Aleksander Jegorov (1883-1939)
- Nikolaj Jezjov (1895-1940)